# DKS Łódź (żużel)
DKS Łódź – polski klub żużlowy z Łodzi. W latach 1948–1950 brał udział w rozgrywkach ligowych. W późniejszym czasie przestał funkcjonować.

## Historia klubu
Klub startował w polskiej lidze żużlowej w latach 1948–1950. Po sezonie 1950 sekcja DKS-Włókniarza została rozwiązana. Obok niego w Łodzi działał Tramwajarz Łódź.

## Poszczególne sezony
| Sezon | Rozgrywki ligowe | Rozgrywki ligowe | Rozgrywki ligowe | Uwagi                                              |
| Sezon | Liga             | Liga             | Miejsce          | Uwagi                                              |
| ----- | ---------------- | ---------------- | ---------------- | -------------------------------------------------- |
| 1948  | Eliminacje       | Eliminacje       | 7/16             | Kwalifikacja do I ligi                             |
| 1948  | I                | I liga           | 6/9              | 4. miejsce w turnieju barażowym „pierwszoligowców” |
| 1949  | II               | II liga          | 8/9              |                                                    |
| 1950  | II               | II liga          | 8/8              |                                                    |

| Poziom ligowy | Liczba sezonów | Sezony    |
| ------------- | -------------- | --------- |
| I             | 1              | 1948      |
| II            | 2              | 1949–1950 |

## Osiągnięcia

### Krajowe
Poniższe zestawienia obejmują osiągnięcia klubu oraz indywidualne osiągnięcia zawodników w rozgrywkach pod egidą PZM.

#### Mistrzostwa Polski
Indywidualne mistrzostwa Polski
- 3. miejsce (1):
  - 1947 – Zygmunt Mucha (kl. 250 cm³)